# Dějiny Lublaně
Hlavní město Slovinska Lublaň má dějiny staré několik set let. Oblast Lublaně byla osídlena už v době Římanů, kteří zde zřídili tábor nazvaný Emona. Roku 1144 dostala německý název Laibach a od 13. století byla pod nadvládou habsburské říše jako hlavní město Kraňska až do roku 1918, s výjimkou let 1809–1813, kdy byla sídelním městem Francouzi zřízených Ilyrských provincií. Při vzniku Království Srbů, Chorvatů a Slovinců byla kulturní metropolí Slovinců. Za II. světové války ji obsadili Italové (12. dubna 1941). Metropolí Slovinska se Lublaň stala oficiálně roku 1963, nezávislé Slovinsko zde bylo vyhlášeno v červnu roku 1991.

## Prehistorie
Okolo roku 2000 př. n. l. se v bezprostřední blízkosti Lublaně usadili obyvatelé žijící v kůlových obydlích. Mezi nejvýznamnější archeologické nálezy patří prehistorické kůlové obydlí a nejstarší dřevěné kolo na světě nalezené v bažinách. Toto jezerní obyvatelstvo se živilo lovem, rybařením a primitivním zemědělstvím. Na cestu přes bažiny používali monoxyl, dlouhou kánoi, která byla vydlabána z vnitřku kmene stromu. Tyto archeologické nálezy, dnes umístěné v občině Ig, jsou od června 2011 vyhlášeny za místo světového dědictví UNESCO ve společné nominaci šesti alpských států.
Oblast později zůstávala průjezdním místem pro mnoho kmenů a národů, mezi nimi byli Ilyrové, následovaní smíšeným národem Keltů a Illyrů, kteří se nazývali Japodi, a ve 3. století př. n. l. keltským kmenem Taurisků.

## Starověk

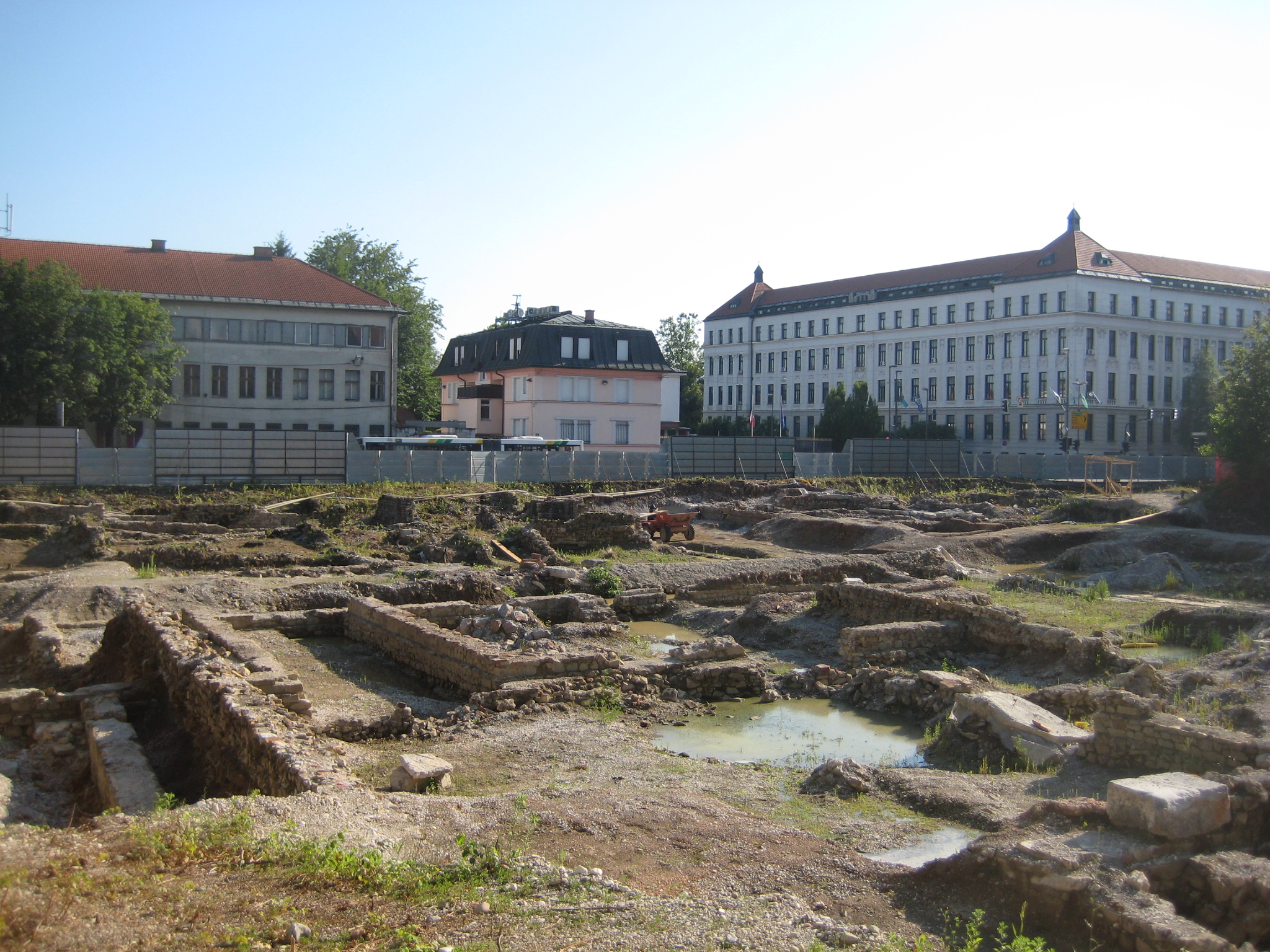
Výkopy na místě plánované nové Národní a univerzitní knihovny

Okolo 50 př. n. l. na území současné Lublaně postavili Římané vojenský tábor, který se později stal trvalým sídlem nazvaným Julia Emona. Tato opevněná pevnost byla obývána Legií XV Apollinaris. Emona měla 5 až 6 tisíc obyvatel a hrála významnou roli během mnoha bitev. Její omítnuté cihlové domy, které byly pomalovány různými barvami, byly již tehdy napojeny na systém odvodu odpadních vod. V roce 452 Emonu na rozkaz krále Attily zničili Hunové, a později Ostrogóti a Langobardi. Tehdejší Emona měla pravidelnou síť ulic. Současné ulice centra města si zachovávají stejnou orientaci, jako tomu bylo v případě antické Emony.
V 6. století se sem přistěhovali předchůdci Slovinců a začali pod dnešním hradním kopcem stavět osadu. V 9. století osídlení padlo pod nadvládu Franků a zažívalo časté maďarské nájezdy. O osídlení Slovanů v době mezi pádem Emony a raným středověkem není známo mnoho. Kolonisté se rozhodli rozvaliny původního města nevyužít, a to jak z důvodu odlišného způsobu života, tak i z důvodu malé početnosti – původní Emona by pro ně byla prostě příliš velká a bylo by velmi těžké ji ubránit před případnými nájezdníky. Nové město ale rostlo v bezprostřední blízkosti Emony, na obou březích řeky a v prostoru dnešního náměstí Gornji trg/Stari trg. Staré náměstí bylo jedním ze tří částí, ze kterých vznikla středověká Lublaň. Dalšími dvěma čtvrtěmi byla oblast nazvaná „město“ (Mesto), postavená kolem předchůdkyně dnešní Lublaňské katedrály na jedné straně řeky Lublaňky a Nového trhu (Novi trg) na druhé straně.

## Středověk
Pergamenový list Nomina defunctorum („Jména mrtvých“), pravděpodobně napsaný ve druhé polovině roku 1161, se zmiňuje o šlechtici Rudolfu Tarcentovi, advokátovi Akvileiského patriarchátu, který předal kanovníkovi do tohoto patriarchátu 20 hospodářství u Lublaňského hradu (Castrum Leibach). Podle odhadu historika Petra Štiha se to stalo mezi lety 1112 a 1125, což by představovalo nejranější zmínku o Lublani.
Území jižně od řeky Sávy původně vlastnila řada majitelů a to až do první poloviny 12. století, kdy se rozvíjející město Lublaň postupně stalo majetkem korutanské rodiny vévodů ze Sponheimu. Městské osídlení v Lublani započalo v druhé polovině 12. století. Okolo roku 1200 byla Starému trhu (Stari trg) udělena tržní práva; Franzův most, předchůdce dnešního Trojmostí, a Řeznický most spojovaly opevněná území s dřevěnými budovami. Lublaň získala městská privilegia někdy mezi lety 1220 a 1243.
Ve středověku zde propuklo sedm požárů. Řemeslníci byli zorganizováni do gild. Ve městě se usadili němečtí rytíři a minorité (františkáni).
V roce 1270 Lublaň dobyl český král Přemysl Otakar II. V roce 1278 se po Otakarově porážce stala spolu se zbytkem Kraňska majetkem Rudolfa I. Habsburského. Od roku 1279 až do roku 1335 byla spravována gorickými hrabaty, kdy se stala hlavním městem Kraňska. Byla přejmenována na Laibach a až do roku 1797 byla vlastněna Habsburky. V roce 1327 byla v Lublani založena židovská čtvrť se synagogou — nyní už jen zbytky „Židovské ulice“ (Židovska ulica) — ta trvala až do roku 1515, kdy císař Maxmilián I. podlehl středověkému antisemitismu a Židy z Lublaně vyhnal. V roce 1382 byla před kostelem sv. Bartoloměje v Šišce, v té době nedaleké vesnici, nyní součásti Lublaně, podepsána mírová dohoda mezi Benátskou republikou a Leopoldem III. Habsburským.

## Raný novověk

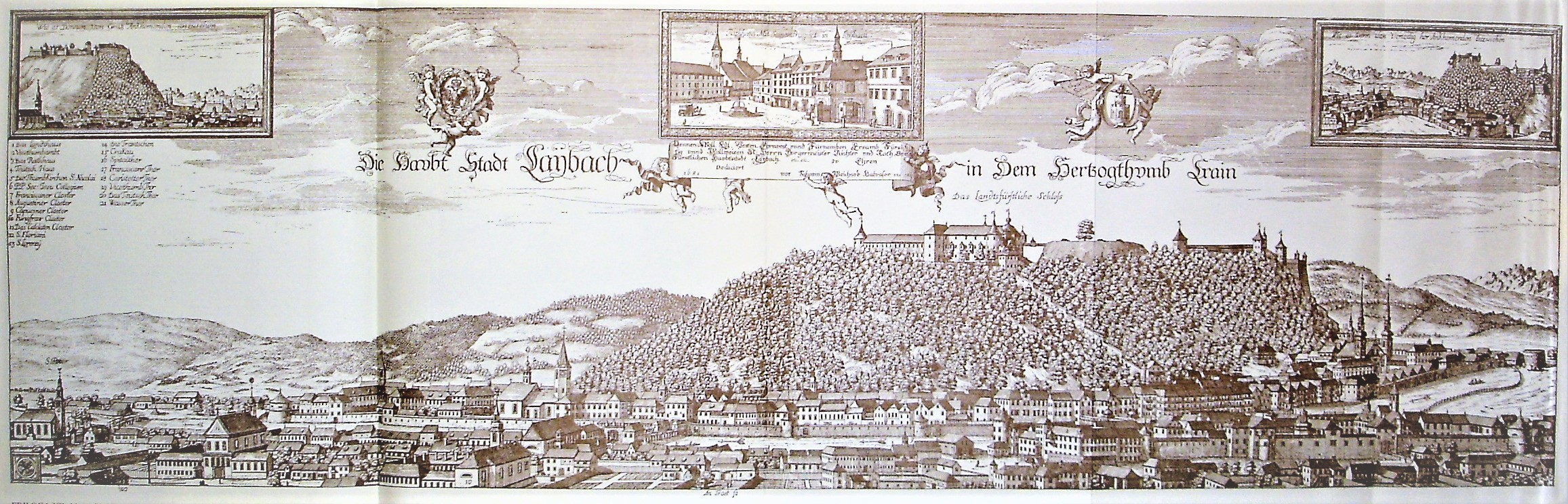
„Laybach“ (Lublaň) v práci Johanna Weikharda von Valvasora Sláva vévodství Kraňského z roku 1689

V 15. století se Lublaň proslavila uměním, zejména malířstvím a sochařstvím. V roce 1415 dorazily k okolí města turecké jednotky z území dnešní Bosny, jednalo se ale spíše o lupiče, než dobyvatele a samotné město nikterak vážněji neohrozily. Vzhledem k tomu, že turecké nebezpečí bylo přítomné v celém regonu a příchod skutečné a větší armády byl jen otázkou času, rozhodli se místní zdokonalit místní hradby. Opevnění nemělo podobu jediného valu; každé ze tří lublaňských měst bylo bráněno zvlášť a centrální pozici zde zaujímal Lublaňský hrad, k němuž se hradby sbíhaly. O podobě opevnění přinesl záznamy italský stavitel Nicolo Angielini, který v závěru 16. století pracoval pro vídeňský dvůr.
O dvacet let později rod Celjských získal z Lublaně 300 kusů dobytka, které chtěl odvézt do svého města, nicméně neúspěšně, neboť se je nepodařilo přebrodit nebo převézt přes řeku Sávu. V roce 1442 se Ulrik Celjský pokusil Lublaň dobýt, ale město se jeho nájezdu ubránilo. V 60. letech 15. století jej opět ohrozili Turci.
Římská Arcidiecéze lublaňská byla založena roku 1461 a kostel sv. Mikuláše se stal diecézní katedrálou. Po Idrijském zemětřesení v roce 1511 bylo město přestavěno v renesančním stylu a kolem byly postaveny nové hradby. Po velkém požáru na Novém náměstí byly v roce 1524 zakázány dřevěné stavby.
V 16. století měla Lublaň 5 tisíc obyvatel, z nichž 70 % mělo tehdejší slovinštinu jako svůj mateřský jazyk, většina ostatních mluvila německy. Roku 1504 získalo město právo volit si svého představitele a tak i de facto vlastní samosprávu. Později byla v Lublani otevřena první střední škola, veřejná knihovna a tiskárna a město se stalo důležitým vzdělávacím centrem. Od roku 1529 měla Lublaň aktivní slovinskou protestantskou komunitu. V roce 1598 byli protestanti vyhoštěni a tento rok se označuje za začátek protireformace. Katolický biskup Thomas Chrön nařídil veřejné spálení osmi fůr evangelických knih.
V roce 1597 dorazili do města jezuité, následováni v roce 1606 kapucíny, aby jedni i druzí vymýtili protestantismus. Jezuité ve městě uspořádali první divadelní představení, podpořili rozvoj barokní hudby a založili katolické školy. Uprostřed a v druhé polovině 17. století postavili zahraniční architekti v Lublani četné kláštery, kostely a paláce a uvedli barokní architekturu. V roce 1702 se ve městě usadily voršilky a hned další rok otevřely veřejnou školu pro dívky, nejstarší ve slovinských zemích. O několik let později začala stavba kostela Nejsvětější Trojice (dnešní Voršilský kostel Nejsvětější Trojice). V roce 1779 hřbitov sv. Kryštofa nahradil hřbitov sv. Petra jako hlavní hřbitov v Lublani. První divadelní budova byla v Lublani dokončena roku 1765. V roce 1772 byla zahájena výstavba Gruberjevova kanálu. Díky němu bylo možné v případě povodní odvést velkou vodu pryč ze středu města a uchránit jej tak devastace.

## 19. století

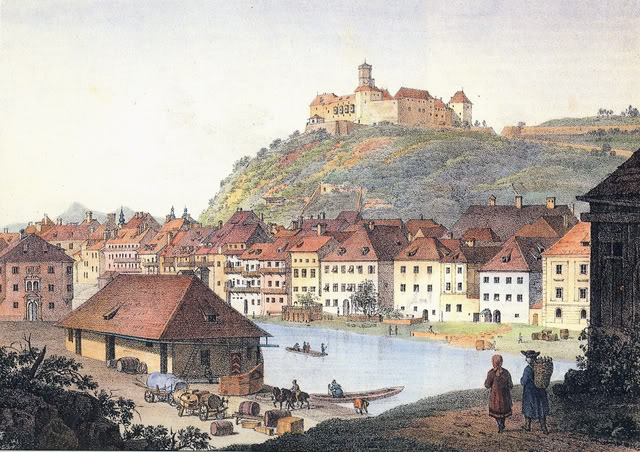
Lublaň v 18. století

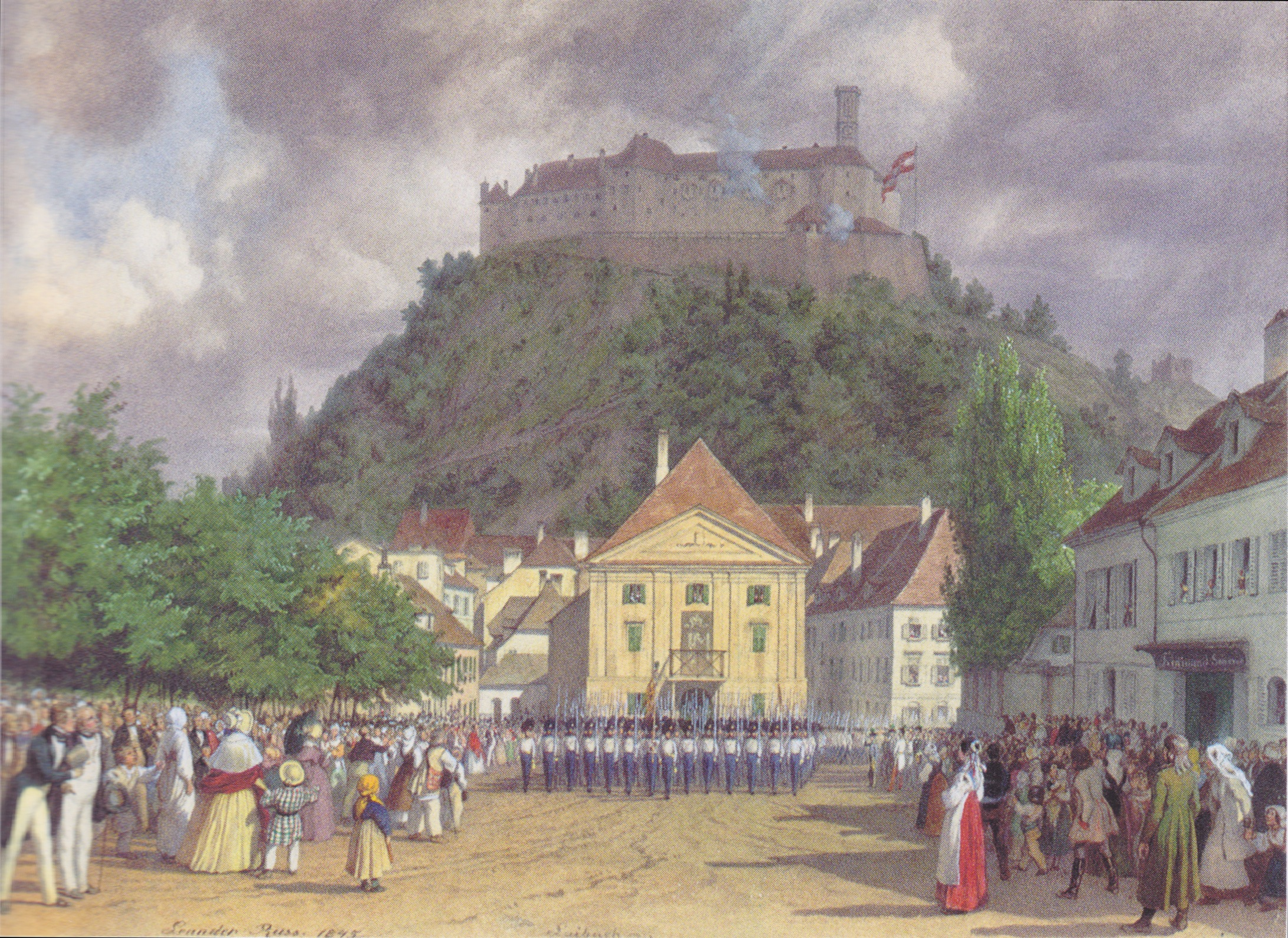
Slavnost během Lublaňského kongresu v roce 1821

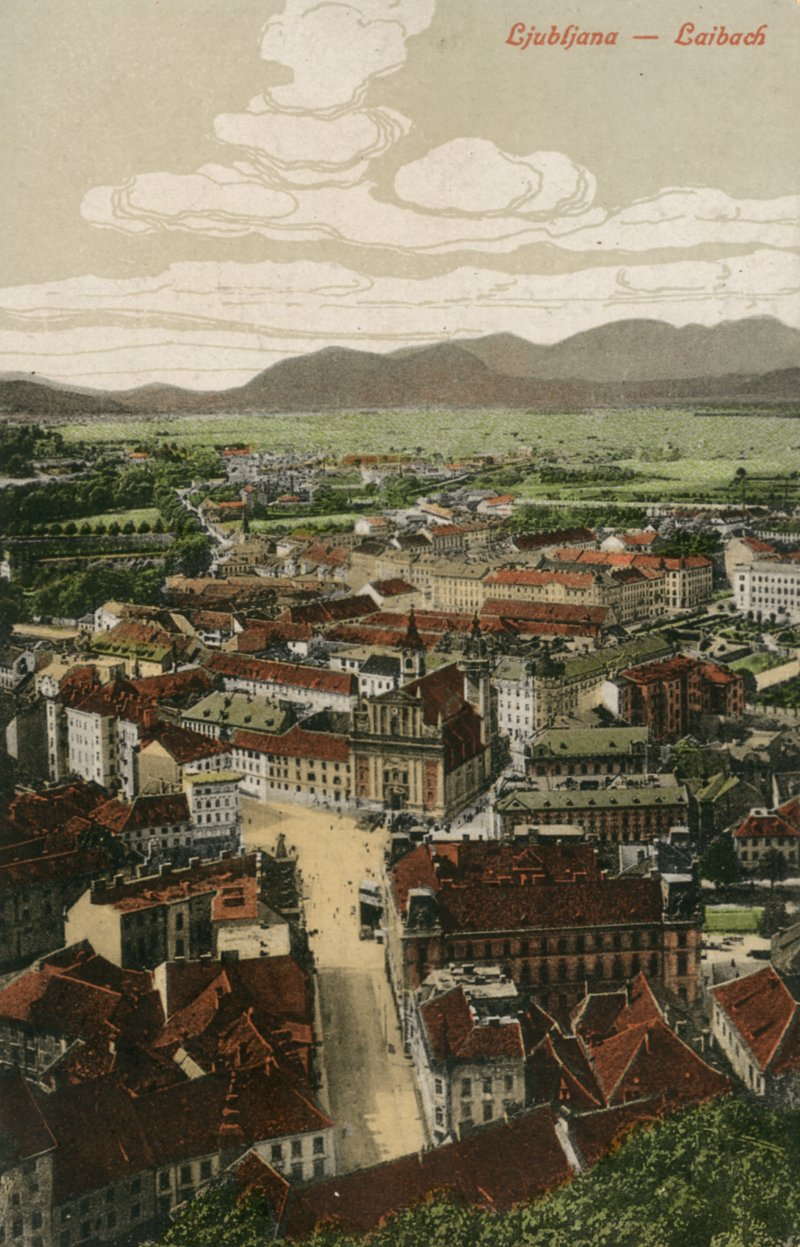
Lublaň kolem roku 1900

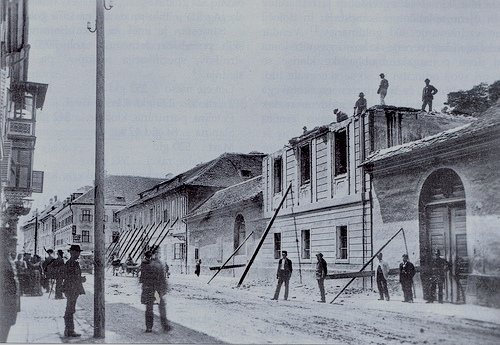
Zemětřesení z roku 1895 zničilo většinu centra města a umožnilo rozsáhlý program renovace

Během napoleonského mezidobí od roku 1809 do 1813 byla Lublaň (pod jménem Laybach) hlavním městem Ilyrských provincií. Status hlavního města vedl k zvýšení významu Lublaně pro slovinský národ, umožnil školství v místním jazyce a pomohl vzniku vzdělané slovinsky mluvící vrstvy. Tehdy zde žilo asi deset tisíc obyvatel.
V roce 1813 se město znovu stalo rakouským a od roku 1815 do roku 1849 bylo správním centrem Ilyrského království v Rakouském císařství.
V roce 1821 se zde konal Lublaňský kongres, který pro následující roky stanovil politické hranice v Evropě.
První vlak dorazil v roce 1849 z Vídně a v roce 1857 byla trať rozšířena až do Terstu. Jednalo se o tzv. Jižní dráhu, která zajišťovala napojení Vídně s přístavem v Terstu. Výstavba železnice umožnila další rozvoj města. Již v roce 1861 získala například Lublaň svojí plynárnu. V roce 1890 byl realizován místní vodovod a o něco později budova Opery.
V roce 1895 postihla Lublaň, tehdy město s 31 000 obyvateli, série zemětřesení o maximální hodnotě 6,1 stupně Richterovy stupnice neboli 8–9 Mercalliho stupnice. Přibližně 10 % z 1400 budov bylo zničeno, ačkoli obětí bylo málo. Během následující rekonstrukce byla řada čtvrtí přestavěna do stylu Vídeňské secese. Jedním z příkladů secesní stavby v Lublani je tzv. Dračí most. Veřejné elektrické osvětlení se ve městě objevilo v roce 1898.

## 1. polovina 20. století
Období přestavby mezi lety 1896 a 1910 se označuje jako „oživení Lublaně“ – kvůli architektonickým změnám, z nichž velké množství zůstalo až do dnešních dnů, a pro následnou reformu městské správy, zdravotnictví, vzdělávání a cestovního ruchu. Přestavbu a rychlou modernizaci města vedl primátor Ivan Hribar, generální urbanistický plán připravil Max Fabiani. Stejně jako v dalších městech Rakousko-Uherska znamenal přelom století nástup elektřiny. Již roku 1901 byla zprovozněna první pětikilometrová trať tramvaje. V roce 1911 byl postaven v Lublani první rozhlasový vysílač, ve stejném roce začala fungovat i první taxislužba.
Město mělo před válkou zhruba 40 tisíc obyvatel. Polovina z nich byla slovinské národnosti, druhá polovina hovořila německy. Všichni primátoři města od 80. let 19. století až do války byli nicméně Slovinci.
Během první světové války byl život v Lublani ovlivněn obdobnými událostmi jako tomu v celém Předlitavsku. Po všeobecné mobilizaci byli muži odvedeni na frontu, většinou na tu východní, kde se bojovalo v oblasti Haliče s Ruskem. Život ve městě ovlivňovala stále sílící militarizace společnosti, ale také hlad a obecná nespokojenost, která se projevovala tím více, čím se válka blížila svému konci na podzim 1918.
V roce 1918 po skončení první světové války a rozpadu Rakousko-Uherska se region připojil ke Království Srbů, Chorvatů a Slovinců. V této době zde žilo asi 60 000 obyvatel. Město bylo do té doby neformální metropolí Slovinska, přesněji té části nového státu, která byla obývána Slovinci. Bylo správním centrem Lublaňské oblasti, jedné z administrativních jednotek království v letech 1922 až 1929. Oblast zahrnovala víceméně západní část dnešní Republiky Slovinsko. Primátorem města byl Leon Rupnik, tehdejší generál Jugoslávské armády. Přestože meziválečné období znamenalo pro celé tehdejší království spíše dobu stagnace a jen mírného hospodářského růstu, Lublaň nebyla ochuzena o nové stavby a rozvoj, který odpovídal dobovým trendům. Město tak zdobí budovy od architekta Jože Plečnika, mimo jiné bylo v této době postaveno i ikonické Trojmostí v centru metropole. Plečnik se rovněž podílel na regulačních plánech Lublaně v závěru 20. let. Město zamýšlel jako kulturní a vzdělanostní centrum svého národa, mělo mít hlavní osy v podobě řeky i významných tříd. V 30. letech získala Lublaň první výškovou budovu – obytnou věž Nebotičnik, byly položeny základy paláce univerzitní knihovny. Do druhé světové války zde ještě vznikla i Slovinská akademie věd a umění – SAZU.
V roce 1929 se Lublaň stala hlavním městem Drávské bánoviny a jugoslávské provincie.
Během druhé světové války bylo v roce 1941 město obsazeno fašistickou Itálií a 3. května 1941 se tehdejší Lubiana stala hlavním městem italské Lublaňské provincie opět s Leonem Rupnikem jako starostou. V Jugoslávské historiografii se pro zmíněnou administrativní jednotku vžil pojem srbochorvatsky Ljubljanska pokrajina.
Po italské kapitulaci v roce 1943 převzalo kontrolu nacistické Německo v čele s SS-generály Erwinem Rösenerem a Friedrichem Rainerem. Okupační síly přeměnily Lublaň na pevnost a v Lublani fungovaly dvě kolaborantské organizace, jednak Protikomunistická dobrovolnická milice pod italskou, jednak Slovinská domácí garda pod německou správou. Od února 1942 bylo město obklopeno ostnatým drátem, později opevněnými bunkry, aby se zabránilo spolupráci s Osvobozeneckou frontou, která fungovala uvnitř i vně plotu. Od roku 1985 připomíná pamětní stezka místo, kde kdysi stálo železné oplocení. Poválečné odvety v Lublani měly za následek řadu hromadných hrobů.
Roku 1944 se německé letadlo pokusilo neúspěšně přistát na budově paláce Národní a univerzitní knihovny. Došlo k nehodě a následnému požáru knihovny, při němž shořelo šedesát tisíc knih. Lublaň byla jedním z posledních měst na území budoucí Jugoslávie, které bylo osvobozeno od okupace. Jugoslávští partyzáni přišli do Lublaně až dne 9. května 1945, zatímco okolí bylo osvobozeno dříve.

## 2. polovina 20. století
Po druhé světové válce se Lublaň stala hlavním městem Socialistické republiky Slovinsko, součásti Socialistické federativní republiky Jugoslávie. Roku 1955 jí byl Josipem Titem udělen titul Město Hrdina.
Hned po válce zde byla založena divadelní akademie a řada dalších institucí, které byly nezbytné pro úlohu města jako republikového centra. Mnohé z nich nicméně nasvědčovaly centralizaci státu a vznikly podle sovětského vzoru. V roce 1949 se zde např. uskutečnila první výstava Svazu výtvarných umělců Jugoslávie. Od roku 1949 sídlila v Lublani i škola pro důstojníky jugoslávského letectva. Reorganizována byla rovněž i místní univerzita, která zahájila výuku v listopadu 1945. Tehdy byla lublaňská univerzita co do velikosti třetí v zemi a studovalo na ní okolo čtyř tisíc posluchačů.
Několik let po skončení války činil počet obyvatel města okolo 130 tisíc, což Lublaň řadilo mezi přední města v SFRJ.
Začal také vycházet Dnevnik, místní noviny. Kromě toho byly dalšími vysokotirážními tituly Slovenski Poročevalec a Ljudska Pravica.
Na přelomu 50. a 60. let 20. století zde bylo vybudováno také moderní výstaviště (slovinsky Gospodarsko razstavišče). Ve stejné době byly obdobné areály realizovány i v dalších hlavních městech tehdejších svazových republik, např. v Záhřebu (v místní části Nový Záhřeb) a v Bělehradě, kde tamní areál stojí na břehu řeky Sávy. Byly použity obdobné technologie a tak jsou si pavilony řady těchto areálů velice podobné. V souvislosti s modernizací města a rozvojem automobilismu byla do Lublaně přivedena Dálnice Bratrství a jednoty, která začínala v severním Slovinsku a pokračovala dále přes Záhřeb, Bělehrad, Niš a Skopje až k řecké hranici. Realizována byla pomocí mládežnických brigád. Na stavbě pracovalo několik desítek tisíc lidí. Tyto brigády postavily rovněž i dvě továrny v blízkosti Lublaně, jednu v blízkosti Kamniku a druhou společnosti Litostroj. V roce 1951 byl v Lublani zahájen provoz trolejbusové dopravy, o sedm let později pak dojezdila poslední tramvaj. V roce 1961 bylo otevřeno mezinárodní letiště v lokalitě Brnik.
Znárodnění vytvořilo z řady malých podniků velké státní molochy, které dodávaly své výrobky do celé tehdejší Jugoslávie i do zahraničí. V případě Slovinska se jednalo o společnost Iskra a již zmíněný Litostroj. Díky velkým podnikům se do Lublaně stěhovali lidé z venkova. Jen během 50. let 20. století se počet obyvatel zvýšil ze sto čtyřiceti na sto sedmdesát tisíc.

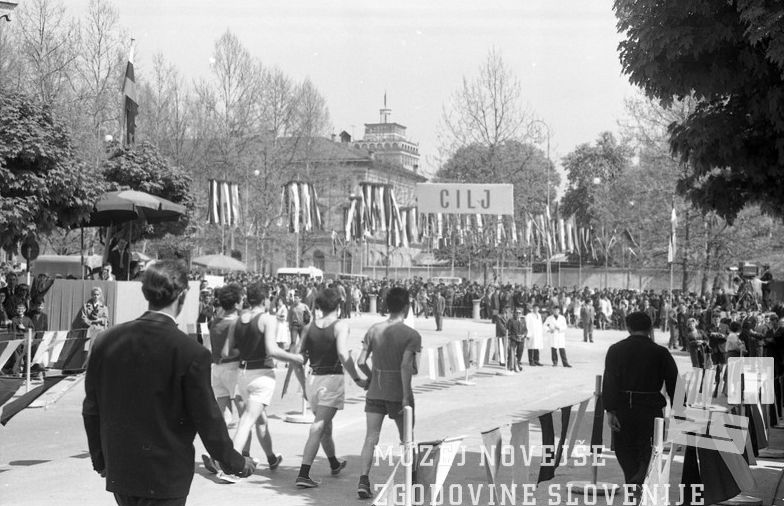
Slavnosti v Lublani v roce 1965.
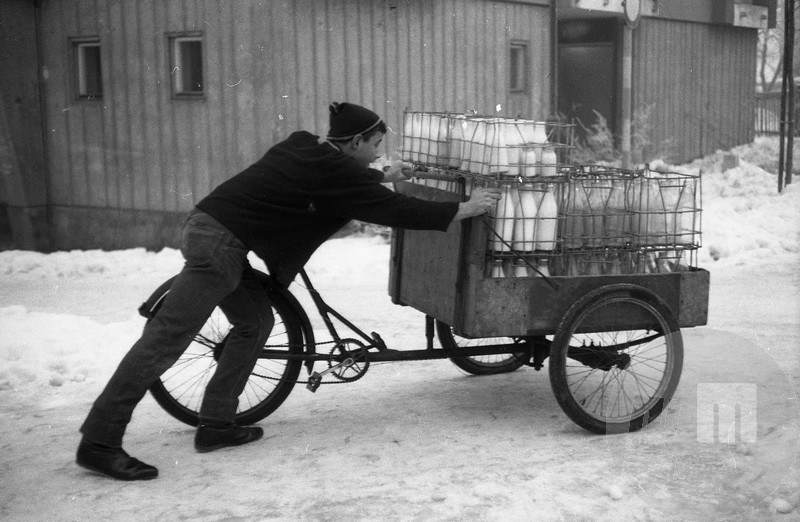
Rozvoz mléka v Lublani v 60. letech 20. století.
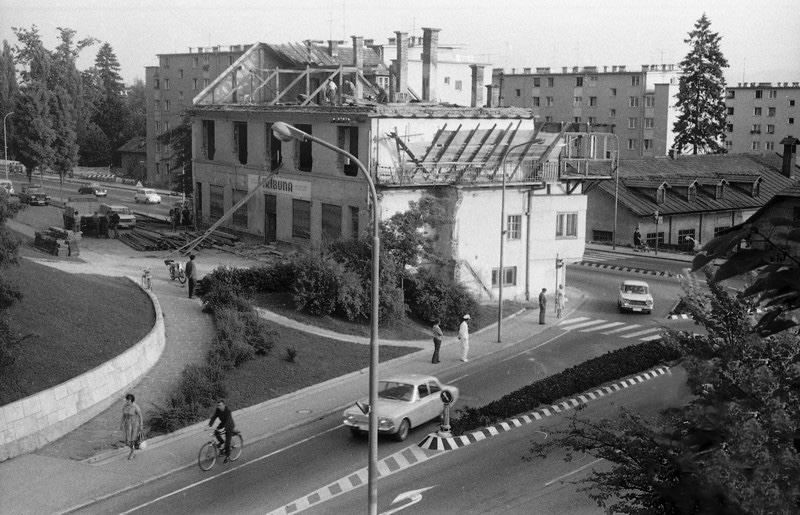
Bourání starých domů v roce 1966.
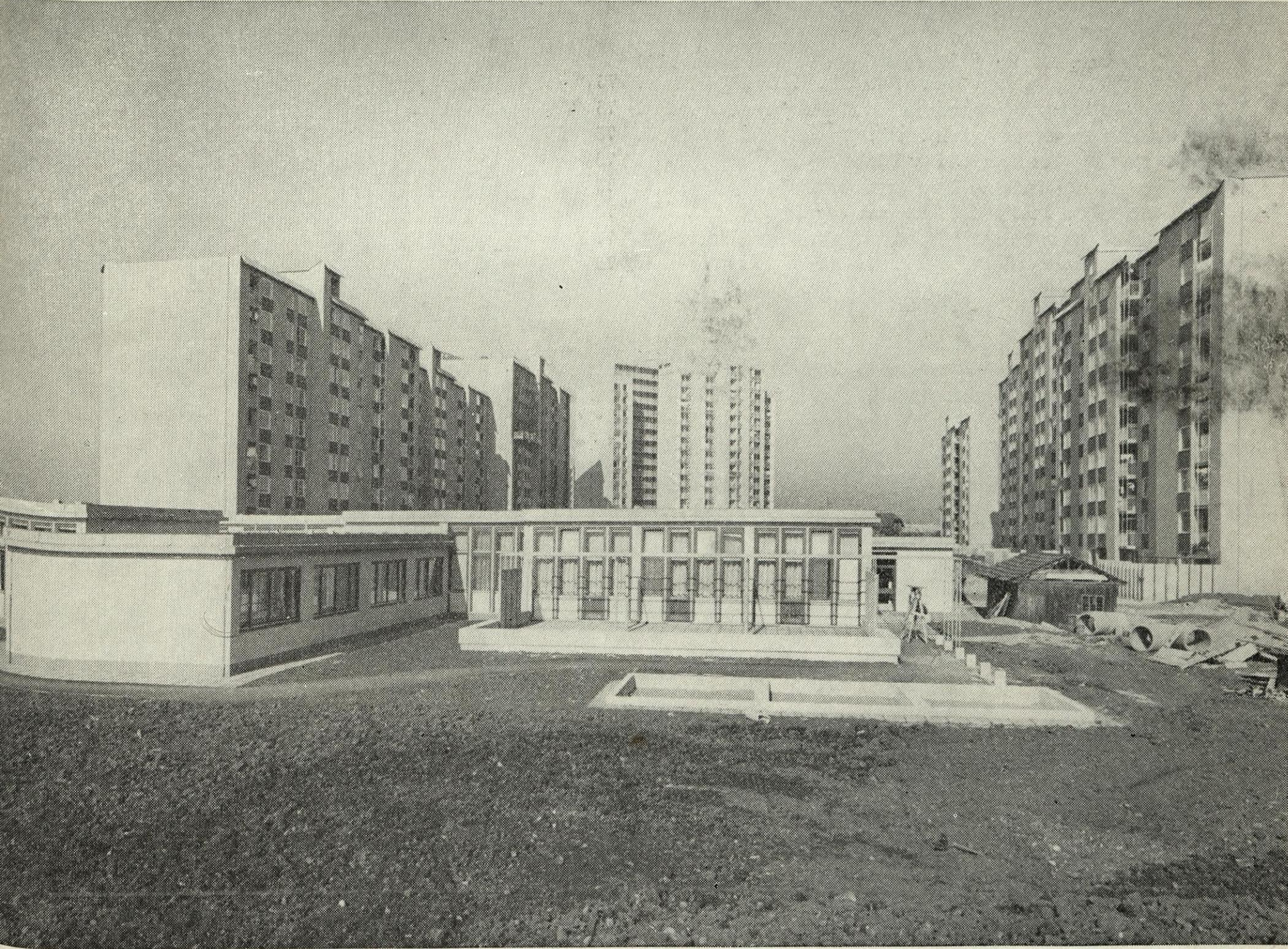
Panelové sídliště (Lublaň-Šiška) v roce 1969.
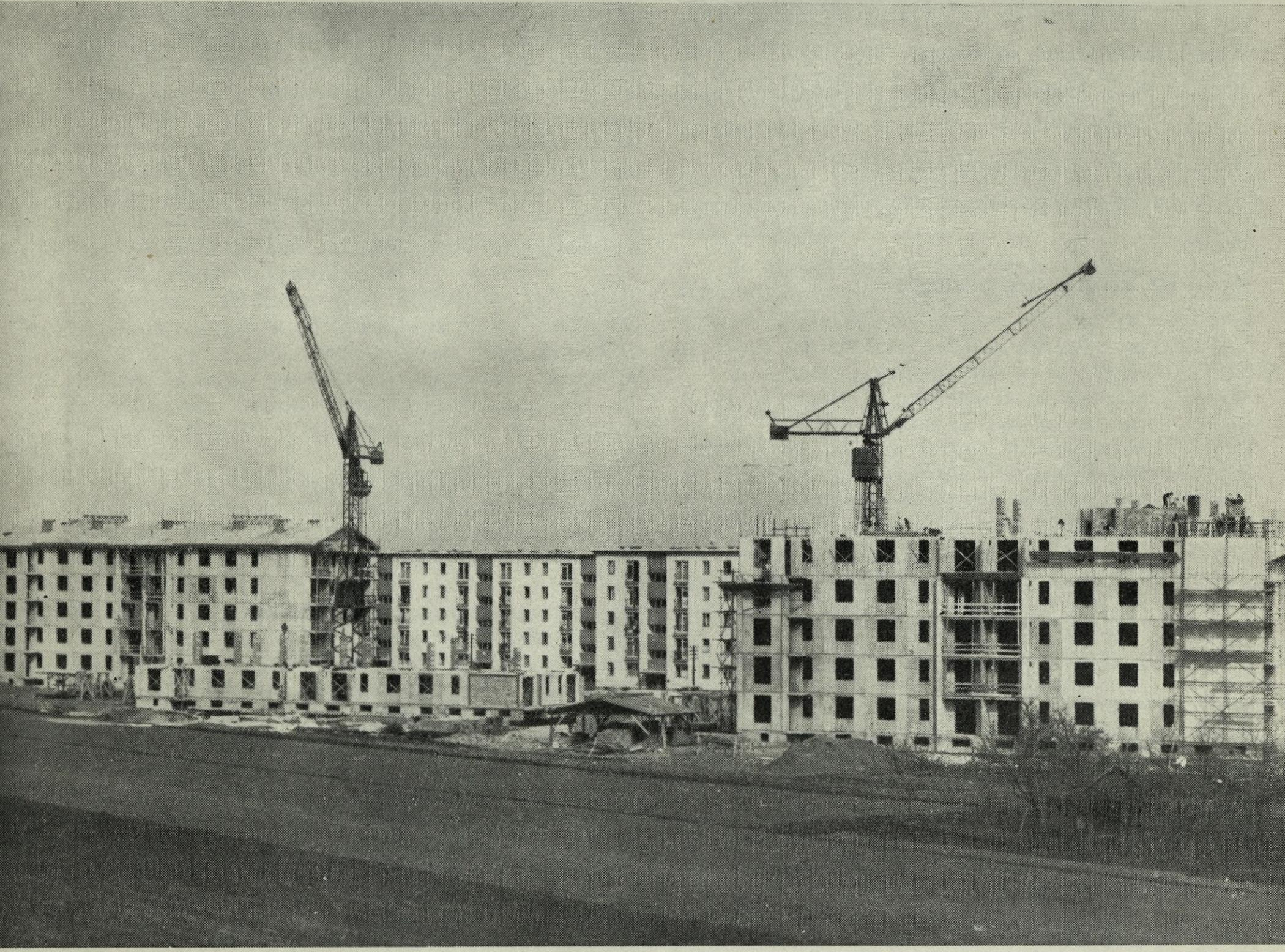
Výstavba bytových domů v roce 1964.
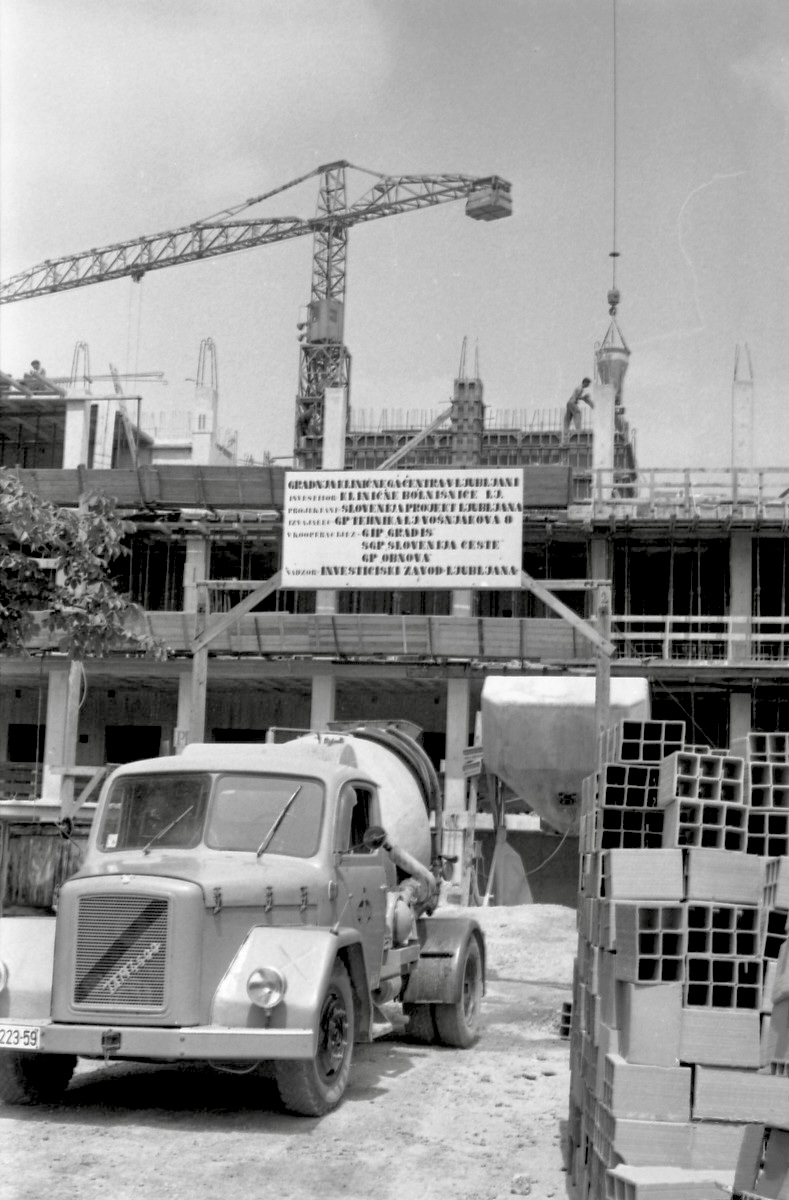
Výstavba klinického centra v 60. letech 20. století.
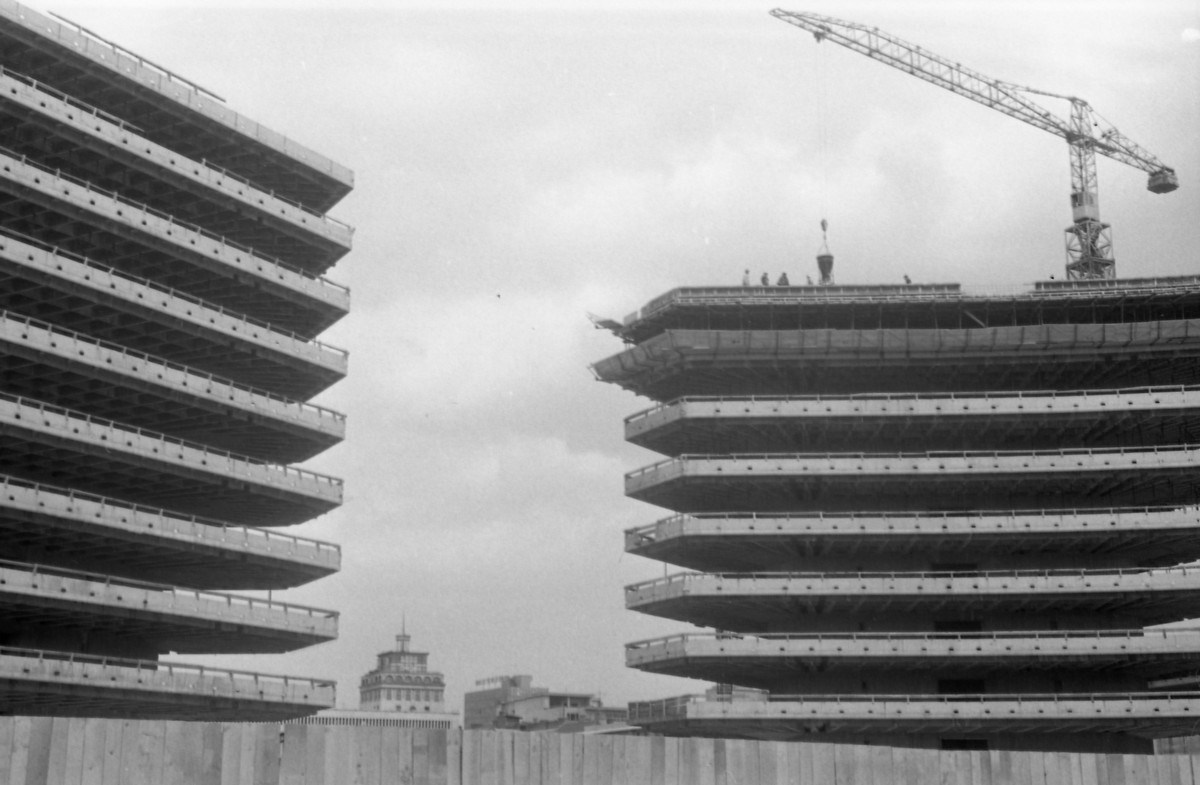
Výstavba výškových budov na Náměstí republiky.

Od roku 1958 vysílá z Lublaně také televize.
Modernizace města, která probíhala v několika poválečných dekádách, znamenala vznik nových objektů v duchu moderní i brutalistické architektury. Na přelomu 50. a 60. let byla postavena budova současného parlamentu (v té době budova republikového sněmu). Vzniklo Muzeum moderního umění. Roku 1982 byl např. dokončen Cankarův dům, který projektoval známý slovinský architekt Edvard Ravnikar. Symbolem nové Lublaně se stalo Náměstí republiky (dříve Náměstí revoluce) s výškovými budovami s půdorysem trojúhelníku. Některé stavby byly vklíněny do historického jádra např. obytný komplex Ferantov vrt v samotném středu Lublaně. Na okrajích města vyrostla panelová sídliště, jakými jsou např. Šiška, Štepanjsko naselje, Nove Fužine, Savsko naselje apod.

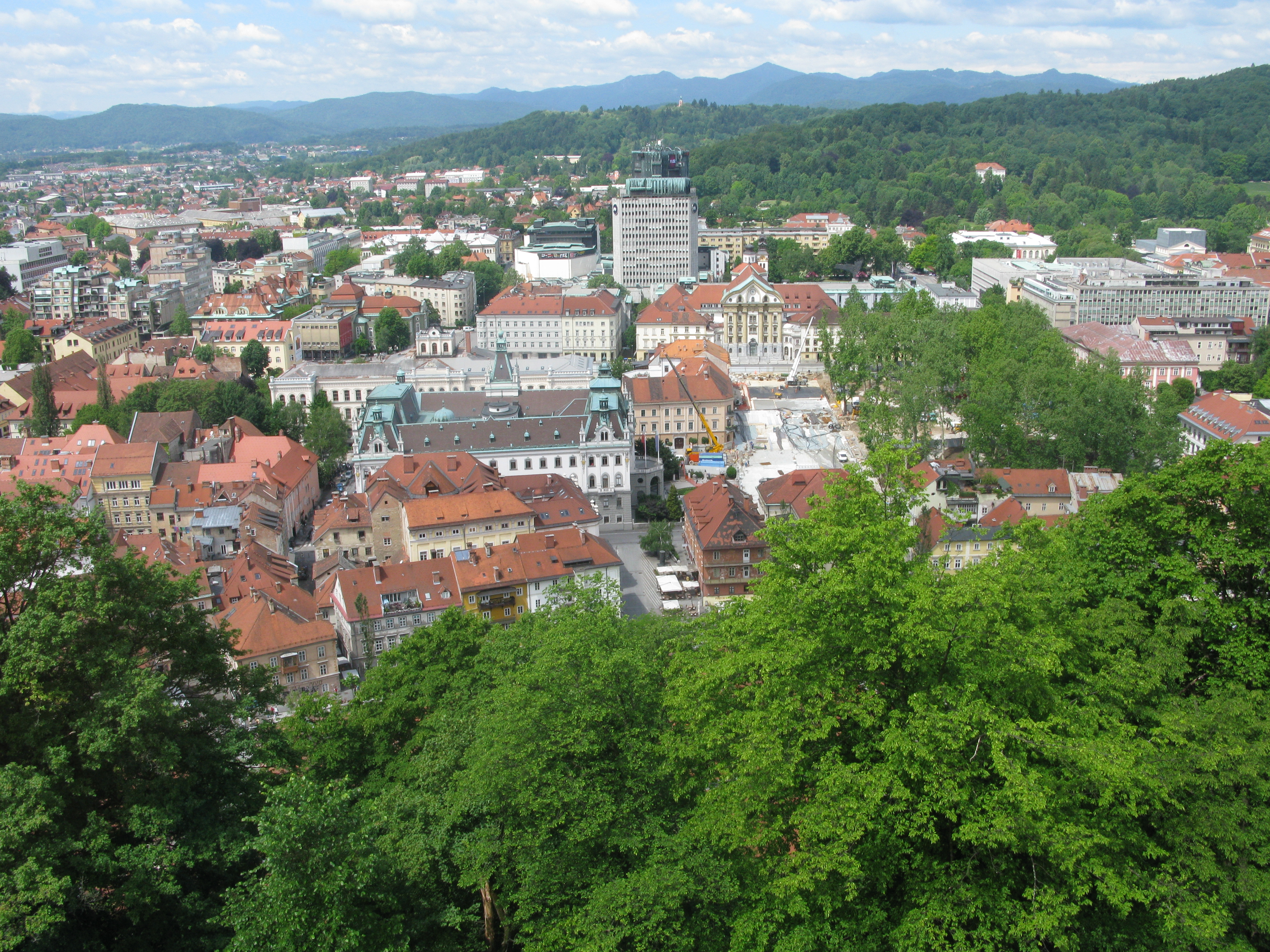
Pohled na město z Lublaňského hradu.

Populační růst města měl za následek sestěhování obyvatelstva nejen z blízkého okolí, ale i z oblastí celé tehdejší Jugoslávie. Stejně jako v řadě dalších regionálních center, republikových i oblastních metropolí i v Lublani se začal, byť mírně, nicméně postupně, zvyšovat podíl dalších národností a národnostních menšin SFRJ. Lublaň se ukázala být atraktivním místem pro život vzhledem k tomu, že do 80. let 20. století byla v podstatě jedním z nejbohatších regionů země. V roce 1988 místní HDP na obyvatele činil přes 200 % celojugoslávského průměru. Zastoupeni tak byli Chorvati, Srbové, Bosňáci, Makedonci, Albánci, Černohorci, Maďaři i další. Bývalý lublaňský primátor Zoran Janković byl např. srbského původu. Ještě na počátku 21. století bylo cca 85 % osob cizí státní příslušnosti ze zemí bývalé Jugoslávie a jen 6 % ze zemí Evropské unie. Soužití různých jugoslávských národů v slovinském kulturním prostředí bylo předmětem četné kulturní produkce, anekdot ale i protestů. Na otázky soužití poukazuje také i slovinský film Kajmak a marmeláda z roku 2003.
Na začátku roku 1980 byl v Lublani hospitalizován jugoslávský doživotní vůdce Josip Broz Tito. Po dlouhé léčbě v místním klinickém centru zemřel. Po jeho úmrtí byl z Lublaně přes Záhřeb vypraven do Bělehradu jeho osobní vlak Plavi voz s ostatky hlavy státu. Skutečnost, že byl Tito léčen v Lublani a nikoliv v Bělehradu, hlavním městě tehdejší Jugoslávie, vyvolaly veřejnou diskuzi o úrovni zdravotnictví a rovnoměrnosti jeho rozvoje v celé tehdejší zemi.[zdroj?] Například historicky první transplantace ledvin v SFRJ se uskutečnila právě v Lublani.
Roku 1988 byl v Lublani veden mediálně ostře sledovaný Proces proti čtyřem (slovinsky Proces proti četverici), ve kterém byli za oficiálně vyzrazení vojenského tajemství souzeni čtyři slovinští politici. Proces, který byl veden v srbochorvatštině, vyvolal v zjitřené atmosféře rozpadající se Jugoslávie spoustu nevole mezi místním obyvatelstvem. O rok později se měla do Lublaně rozšířit i tzv. Protibyrokratická revoluce. Mítink pravdy, který byl plánovaný na 1. prosince 1989, však místní bezpečnostní orgány znemožnily. Demonstrace, při níž by obdobně jako např. v Novém Sadu nebo v Podgorici (Titogradu) došlo k svržení politické reprezentace, se neuskutečnila.
Roku 1990 se uskutečnil první ročník místního filmového festivalu.
Status hlavního města republiky zůstal Lublani až do roku 1991, kdy se Slovinsko stalo nezávislým. Vyhlášení nezávislosti Slovinska, které se uskutečnilo o den dříve, než místní vláda oznámila, bylo realizováno na místním Náměstí republiky (do té doby Náměstí revoluce slovinsky Trg Revolucije). Během tzv. Desetidenní války zaútočila Jugoslávská lidová armáda na strategické objekty ve městě, např. rozhlasové vysílače. Bombardováno bylo rovněž i místní letiště Brnik.
Lublaň se stala hlavním městem samostatného Slovinska. V roce 1996 ji navštívil papež Jan Pavel II. a v roce 1999 americký prezident Bill Clinton. Město v roce 2004 vstoupilo do Evropské unie. Z hlediska rozvoje města byla 90. léta definována jednak ekonomickým útlumem, který způsobil rozpad Jugoslávie (ale nebyl tak významný, jako tomu bylo ve válkou postižených republikách), jednak trendem suburbanizace okolí města. Podél hlavních silničních tepen začaly vznikat nové domy a obchodní prostory. Došlo k značnému nárůstu automobilového provozu, modernizaci dopravní infrastruktury, výstavbě nových silnic, dálnic a přivaděčů. Na okrajích města vyrostla nová obchodní a zábavní centra.

## 21. století

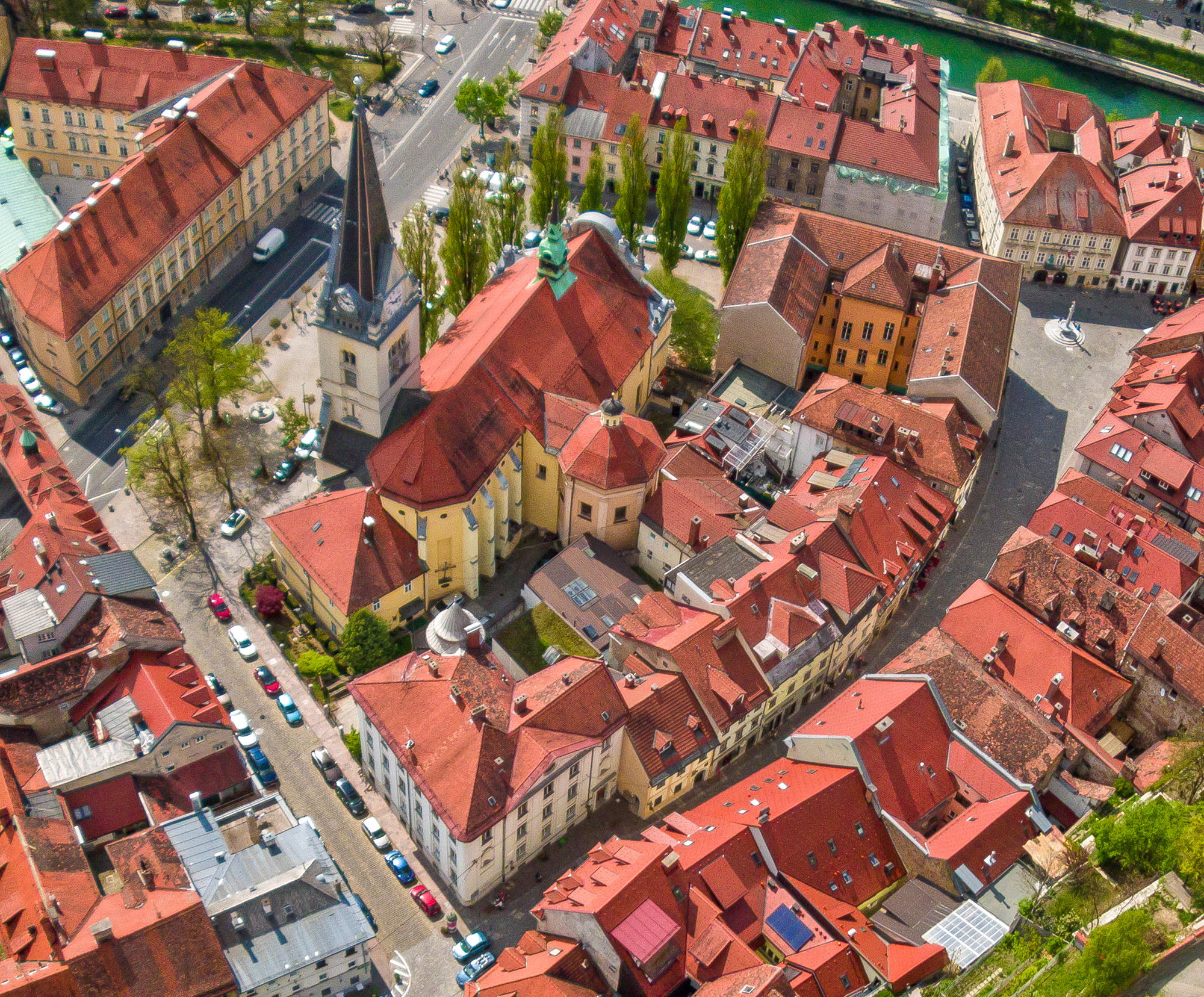
Historický střed města v 21. století.

Na počátku 21. století měla Lublaň okolo 270 tisíc obyvatel. Město vykazovalo mírný přírůstek počtu obyvatel, trend rapidního růstu se zastavil a rozvoj města a jeho růst se tak do jisté míry stabilizoval. Průměrný věk obyvatel se zvýšil; v Lublani se snížil podíl obyvatelstva pod 15 let věku a naopak vzrostl počet seniorů.
Roku 2003 vyvolala kontroverzi mezi místním obyvatelstvem výstavba mešity v Lublani. Místní muslimové jsou především původem z Bosny a Hercegoviny, Kosova a dalších oblastí bývalé Jugoslávie, kde je dominantním náboženstvím islám.
V roce 2016 byla Lublaň vyhlášena Zeleným hlavním městem Evropské unie. Ocenění bylo výsledkem iniciativ v oblasti ochrany životního prostředí, především ve snížení znečištění ovzduší. Centrum města bylo uzavřeno pro osobní automobilovou dopravu (s výjimkou ulice Slovenska cesta. V roce 2015 nedošlo k překročení povolených hodnot přízemního ozónu ani benzenu v žádném dni v roce. Město intenzivně propagovalo a rozšířilo místní bike sharing s názvem bicikeLJ, který za první 3,5 roku používání využilo celkem 2,5 milionu lidí. Opatření přispěla k omezení uličního hluku. Veřejné osvětlení využívá úsporná svítidla, modernizován byl vozový park místní veřejné dopravy (zařazení do provozu autobusů s alternativními druhy pohonu). Také i díky tomu získala Lublaň celkem dvakrát ocenění během Týdne mobility. V roce 2017 byly v Lublani recyklovány cca 2/3 veškerého odpadu.
V roce 2010 bylo slovinské hlavní město vyhlášeno světovým hlavním městem knih a v roce 2011 se prehistorická sídla v Alpách, některá nacházející se v samotné blízkosti metropole, stala součástí světového dědictví UNESCO.